# Palazzo Pallavicini (Bologna)

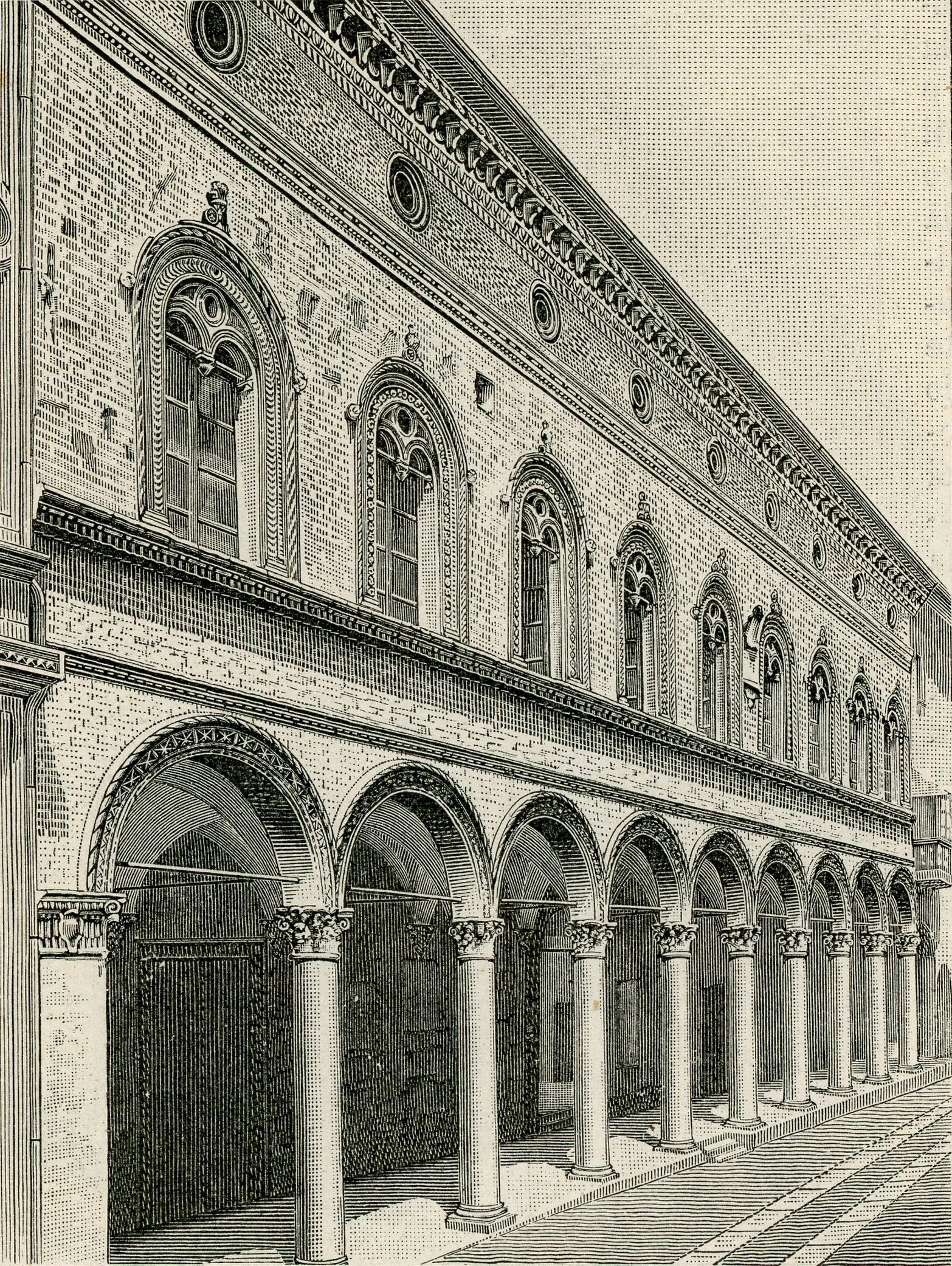
Holzschnitt des Palazzo Pallavicini in Bologna

Der Palazzo Pallavicini ist ein Palast in Bologna in der italienischen Region Emilia-Romagna. Er liegt in der Via San Felice 24. Seit 2017 sind dort Kunstausstellungen und -installationen zu sehen.

## Geschichte
Der Palast wurde im 15. Jahrhundert erbaut, aber das genaue Baujahr kennt man nicht. Er ging dann durch verschiedene Hände, von den Salas an die Voltas und die Marsilis, bis ihn 1557 die Familie Isolani kaufte. Letztere beauftragte die Architekten Paolo Canali und Luigi Casali mit einem kompletten Umbau des Palastes, der 1680 in der „Art der Architektur der Senatoren“ durchgeführt wurde, wie Giuseppe Guidicini schreibt. In diesem Zuge wurden die Monumentaltreppe und der Salon mit der höchsten Laternendecke der Stadt erbaut. Im Folgejahr erwarben die Brüder Girolamo und Carl'Antonio Almandini den Palast und vererbten ihn später an ihre Schwester Veronica, die mit Paolo Bolognetti verheiratet war.
1690 wurde die Säle von Giovanni Antonio Burrini mit Fresken versehen. 1765 wohnte dort der Marschall Giovanni Luca Pallavicini, staatlicher Berater der österreichischen Kaiserin Maria Theresia und Generalgouverneur der Lombardei. Die Pallavicinis machten den Palast zum Sitz eines Hofes von europäischem Rang und ihrem Repräsentationssitz. Dort fand ein facettenreiches gesellschaftliches Leben statt, es wurden Empfänge, Bankette, Konzerte, Gedenkveranstaltungen usw. dort organisiert.
Am 26. März 1770 trat der jugendliche Wolfgang Amadeus Mozart im sogenannten Sala della Musica vor 70 Damen, Vertretern der europäischen Hocharistokratie, wie dem Graf Wenzel Anton von Kaunitz-Rietberg und den Herzögen von Holstein und Sachsen-Gotha-Altenburg, dem Vater des Marschalls Graf Pallavicini und kirchlichen Autoritäten auf. In der Folge traten auch Josef Mysliveček, Johann Baptist Wanhal, Farinelli und andere auf.
1798 weilte die Prinzessin Maria Karolina von Österreich in dem Palast, die, eskortiert von Marschall Graf Pallavicini, von Neapel ankam, um ihren künftigen Gatten, Ferdinand I. von Bourbon, kennenzulernen.
Von der zweiten Hälfte des 18. Jahrhunderts an gehörte der Palast Giuseppe Pallavicini, der eine Reihe von Restaurierungen und pittoresken Verschönerungen, wie Fresken von Filippo Pedrini, Serafino Barozzi und Flaminio Minozzi, ausführen ließ. Zwischen 1791 und 1792 schuf der Bologneser Pietro Fabbri das Fresko L' imperatrice Maria Teresa d’Asburgo come Cibele Madre di tutti i popoli (dt.: Die Kaiserin Maria Theresia als Mutter Kybele des ganzen Volkes) an der Decke eines Saales im Hauptgeschoss.
1776 beauftragte Giuseppe Pallavicini anlässlich seiner Hochzeit mit Carlotta Fibbia einige Exponenten der damaligen künstlerischen Szene, letzte Verschönerungen an den Fresken, Skulpturen und Dekorationen auszuführen. Bei dieser Gelegenheit erhielten Künstler, wie Raimondo Compagnini, Giacomo Rossi, David Zanotti, Filippo Pedrini, Giuseppe Antonio Valliani, Emilio Manfredi und Francesco Sardelli, Aufträge. Eine besondere Dekorationsarbeit in Stuck führte Giacomo Rossi an den Wänden der Säle des „Camerone“ und der „Conviti“ mit dem „griechischen Kandelaber“ aus. In der Bibliothek wurden etwa 18.000 Bände gesammelt, die dem Grafen Giovanni Luca Pallavicini gehörten.
Seit 2017 werden im Palazzo Pallavicini nach einer grundlegenden Restaurierung große Ausstellung und Privatveranstaltungen abgehalten. Die Wiedereröffnung des Palastes wurde von der Pallavicini S.r.l., bestehend aus der Immobilienmaklerin Chiara Campagnoli, der Galeristin Deborah Petroni und dem Künstler Rubens Fogacci, organisiert.

## Ausstellungen und Veranstaltungen
Am 21. September 2017 wurde die erste Ausstellung im renovierten Palazzo Pallavicini eröffnet: „Nel segno di Manara. Antologia di Milo Manara“ (dt.: Im Zeichen von Manara. Anthologie von Milo Manara), gewidmet dem Südtiroler Künstler. Die Ausstellung wurde am 21. Januar 2018 geschlossen.
Seit 2017 findet im Palast jährlich in Zusammenarbeit mit Arte Fiera das SetUp Art Fair, die Ausstellung unabhängiger, zeitgenössischer Kunst, statt.
Vom 2. März bis zum 27. Mai 2018 fand die Ausstellung „Vivian Maier – La fotografia ritrovata“, zusammengestellt von der Pallavicini S.r.l. und Anne Morine, statt.
Vom 29. September 2018 bis zum 20. Januar 2019 wurden 80 Werke des bekannten Exponenten der Art Nouveau, Alfons Mucha, in einer Ausstellung gezeigt, die Tomoko Sato und die Fondazione Mucha zusammengestellt hatten.
Vom 14. März bis zum 9. Juni 2019 wurde die erste italienische Retrospektive gezeigt, die einem der wichtigsten Fotografen des 20. Jahrhunderts, Lee Miller gewidmet war.
Vom 12. Oktober 2019 bis 12. Januar 2020 gastierte in den glänzenden Sälen des Palazzo Pallavicini eine wichtige Ausstellung, die dem kolumbianischen Künstler Fernando Botero gewidmet war. Die Ausstellung wurde von Chiara Campagnoli, Deborah Petroni und Rubens Fogacci unter der Leitung von Dott.ssa Francesca Bogliolo in Zusammenarbeit mit dem Künstler organisiert.
Am 6. März 2020 wurde im Palazzo Pallavicini eine Ausstellung, die dem Fotografen Robert Doisneau, dem Autor des berühmten Fotos Baiser de l'Hotel de Ville (dt.: Kuss im Rathaus), gewidmet war, eröffnet. Nach nur zwei Tagen musste sie wegen der COVID-19-Pandemie geschlossen werden. Am 18. Mai 2020, nach mehr als zwei Monaten Lockdown, konnten die Aktivitäten langsam wieder aufgenommen werden und die Organisatoren der Pallavicini S.r.l. entschlossen sich, die Ausstellung tapfer wiederzueröffnen und so ein wichtiges Signal sowohl für die Stadt Bologna als auch für die Öffentlichkeit zu setzen. Eine Öffentlichkeit, die die mutige Entscheidung so sehr befürwortete, dass sie sich seit dem ersten Tag freute, mit Masken und Abstand die 140 Werke bewundern zu können. Die Ausstellung wurde am 20. September 2020 geschlossen.
Vom 22. Oktober 2020 bis zum 14. Februar 2021 findet eine Ausstellung statt, die einem der bekanntesten italienischen Maler des 19. Jahrhunderts gewidmet ist, der besonders für seine realistischen Porträts bekannt ist: Vittorio Matteo Corcos. Die Ausstellung, die wiederum von der Pallavicini S.r.l. organisiert wurde, wird von dem Künstler Carlo Sisi betreut, der bereits Direktor der Galleria d'Arte Moderna und der Galeria del Costume im Palazzo Pitti in Florenz war.